# Laser and Particle Beams
Laser and Particle Beams is een internationaal, aan collegiale toetsing onderworpen wetenschappelijk tijdschrift op het gebied van de natuurkunde.
Het wordt uitgegeven door Cambridge University Press.